# 滑川町立滑川中学校
滑川町立滑川中学校（なめがわちょうりつ なめがわちゅうがっこう）は、埼玉県比企郡滑川町にある公立中学校である。

## 沿革
- 1962年 - 滑川村立宮前中学校と福田中学校を廃し、滑川町立滑川中学校として統合発足
- 1963年 - 滑川村大字福田700番地を校舎敷地として設定する
- 1964年 - 新校舎完成、移転
- 1971年 - 体育館竣工
- 1972年 - プール竣工
- 1986年 - テニスコート竣工
- 1991年 - 東校舎増築工事
- 1992年 - 体育館改造工事
- 1992年 - コンピュータ22台設置
- 1997年 - 部室・バックネット・鉄棒・砂場竣工
- 1998年 - コンピュータ41台設置
- 2003年 - スクールジョイント・モデル校指定
- 2007年 - 新校舎竣工。旧校舎取り壊し、新校舎へ移転
- 2008年 - 北海道大学ポプラ植樹祭開催
- 2008年 - 滑川中学校改築工事落成記念式典開催

## 年間行事
- 4月：入学式
- 6月：体育祭
- 9月：文化祭（展示発表、吹奏楽部演奏や自慢大会など）
- 10月：生徒会本部役員選挙、合唱コンクール
- 11月：持久走大会
- 12月：修学旅行（2年、京都・奈良、金沢） 2020年度と2021年度は金沢になった。
- 2月：スキー教室（1年）
- 3月：3年生を送る会、卒業式

## 体育祭
- 総合グラウンドを使って行われる。

## 文化祭
- 文化祭内の自慢大会では、3年連続出場するとレジェンドと呼ばれるようになるらしい。
- 展示発表や吹奏楽部演奏、自慢大会などが行われる。

## 交通
- 東武鉄道東上線森林公園駅より国際十王交通バスにて森林公園西口経由立正大学行に乗車し滑川中学校バス停を下車徒歩2分

## 新型コロナへの対策
- 昇降口に足踏み式消毒液スタンドが設置された。
- 学校の敷地内の水栓がほぼすべて自動水栓に取り換えられた。 体育館脇、テニスコート付近のトイレなどは取り換えられていない。
- 一部の学校行事に関しては、図書室や体育館などから各教室にリモート配信が行われる。
- 文化祭は中止となって自慢大会のみ行われる。